# العثمانية (مفهوم سياسي)

كانت الفكرة وراء تبني العلم الوطني العثماني مستوحاة من فكرة العثمانية

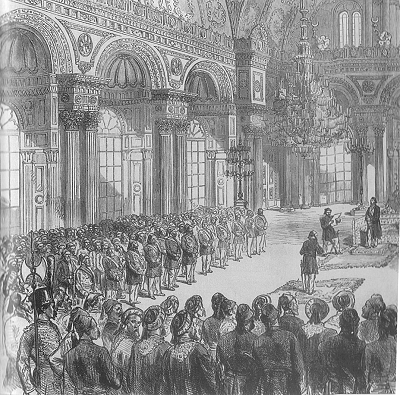
افتتاح أول برلمان عثماني بعد إعلان الدستور العثماني لعام 1876

العثمانية (التركية: Osmanlılık أو Osmanlıcılık) هو مفهوم وضع قبل العصر الدستوري الأول أعوام 1876-1878 في الدولة العثمانية. يعتقد أنصار هذا المفهوم أنه يمكن أن يحل القضايا الاجتماعية التي كانت تواجهها الدولة.

## التاريخ

### أصول المفهوم
تأثرت العثمانية بقوة بمفكرين مثل مونتسكيو وروسو والثورة الفرنسية وعززت المساواة بين الملل. نشأت الفكرة بين منتسبي منظمة العثمانيين الشباب (تأسست عام 1865) في مجالات مثل قبول جميع الأعراق المنفصلة في الدولة بغض النظر عن دينهم، أي أنهم كانوا جميعهم «عثمانيين» مع حقوق متساوية. بمعنى آخر، تعتبر العثمانية أن جميع الأمم فيها تتساوى أمام القانون. من الناحية المثالية، يتشارك جميع المواطنين في منطقة جغرافية ولغة وثقافة وإحساس بطرف «غير عثماني» مختلف عنهم. لم يتم تفكيك جوهر نظام الملة، ولكن تم تطبيق المنظمات والسياسات العلمانية. كان من الواجب تطبيق التعليم الابتدائي، والتجنيد، وضرائب الرؤوس، والخدمة العسكرية على غير المسلمين والمسلمين على حد سواء.

### القومية العثمانية
كانت العثمانية أحد أشكال القومية، ومن المحتمل أن يكون مصدر إلهامها وتأسيسها كرد فعل على الأفكار الأوروبية عن القومية والمشاركة الغربية المتزايدة في الدولة العثمانية. وبعد إصلاحات التنظيمات، تطورت العثمانية من الحاجة إلى الجمع بين الدولة. كان العثمانيون يخشون التهديد المتزايد الذي يشكله الأوروبيون، خاصة بعد أحداث مثل معاهدة بلطة ليمان، التي سمحت للتجار البريطانيين في الإمبراطورية بفرض ضريبة متساوية على السكان المحليين، والقلق المتزايد للقوى الكبرى على معاملة المسيحيين واليهود داخل الدولة. ظن العثمانيون أنهم إذا استطاعوا توحيد الدولة بالكامل تحت كيان دولة واحدة فسيكونون أقوى وسيواجه الأوروبيون وقتًا أكثر صعوبة في التعدي على الأراضي العثمانية، وكذلك الشعب العثماني. في السابق، كانت الدوة تنقسم إلى حد كبير إلى عدة مجتمعات صغيرة تحكم نفسها في الغالب. أشرف السلطان على هذه المجتمعات، لكن معظمها التزم بقوانينها ومعتقداتها. كان هذا سبب نجاح الدولة العثمانية: لم يفرض السلطان أي تغييرات كبيرة على السكان أثناء غزوه لهم. ولكن بسبب القومية، بدأ صعود الدول القومية ذات الحواس المشتركة في الهويات في الارتفاع في أوروبا، وعلى الأخص مع حرب الاستقلال اليونانية، التي بدأت تؤثر أيضًا على مختلف شعوب الدولة العثمانية. ومن هذه الحالات، تم تطوير العثمانية كرد فعل اجتماعي وسياسي، على أمل إنقاذ الدولة من السقوط.

### الجنسية العثمانية
كانت السلائف الرئيسية في العهد العثماني هي مرسوم الإصلاح لعام 1856، الذي وعد بالمساواة الكاملة بغض النظر عن الدين، وقانون الجنسية العثمانية لعام 1869، الذي أنشأ جنسية عثمانية مشتركة بصرف النظر عن الانتماء الديني أو العرقي. كان تشريع الجنسية مفهوم للقرن التاسع عشر، واعتمدته الدولة العثمانية في وقت مبكر. ظهر قانون الجنسية العثمانية أمام أي مفهوم دولي شائع للعناصر الأساسية لهذا التشريع. تم رفض العثمانية من قبل الكثير من الملل غير المسلمة والعديد من المسلمين. بالنسبة إلى غير المسلمين، فإن رفضهم جاء لأنه كان خطوة نحو تفكيك امتيازاتهم التقليدية. وفي الوقت نفسه، رأى المسلمون أنه يقضي على موقفهم المتفوق. كانت هناك ادعاءات بأن العثمانية كانت ردة فعل على التنظيمات، وهي عصر إعادة الهيكلة المكثفة للدولة العثمانية من قبل النخبة البيروقراطية. ساهم تنصيب البرلمان العثماني في روح الإصلاح حيث تم تمثيل جميع الملل في هذه الجمعية ثنائية المجلس.

### ثورة تركيا الفتاة
تمتعت العثمانية بانتعاش خلال ثورة تركيا الفتاة عام 1908، وخلال العصر الدستوري الثاني. لقد فقدت معظم أتباعها خلال حرب البلقان الأولى 1912-1913 عندما فقدت الدولة العثمانية معظم أراضيها الأوروبية التي تسكنها الأقليات المسيحية، وعندما فر عدد كبير من المسلمين من تلك المناطق، وكذلك حينما فر الكثير من المسيحيين من الأراضي العثمانية المتبقية. كان خيبة الأمل في فشل العثمانية جزءً لا يتجزأ من ظهور القومية التركية خلال العقد المقبل.